# 玉田弘文
玉田 弘文（たまだ ひろふみ、1971年10月25日 - ）は、日本の実業家である。

## 人物
大阪府大阪市出身。いちよし証券代表取締役社長に2020年4月1日、就任予定である。

## 略歴
- 1995年　大阪経済大学経営学部卒業、三洋証券入社
- 1998年　いちよし証券入社
- 2009年　神戸支店長就任
- 2011年　執行役員
- 2016年　上席執行役員
- 2019年　執行役就任（管理･企画部門管掌）